# Roland Aper
Roland Aper (Roeselare, 3 augustus 1940) is een voormalig Belgisch profwielrenner.

## Biografie
Roland Aper groeide op in Oekene. Na zijn huwelijk verhuisde hij eerst naar Torhout en dan naar Lichtervelde. Hij was een goed wielrenner die zoals velen eerst bij de onafhankelijken (nu elite zonder contract) reed. Hij behaalde in die periode zijn belangrijkste overwinningen. In 1961 won hij als onafhankelijke de profwedstrijd Omloop van het Houtland en in 1962 werd hij in Mortsel Belgisch kampioen bij de onafhankelijken. Door zijn titel mocht hij als profrenner aantreden, eerst bij het team 'Bertin', daarna bij 'Flandria'. Hij haalde enkele kleinere overwinningen in Tielt-Antwerpen-Tielt, Melle en Waasmunster. Door aanhoudende blessures hield de sprinter er op 25-jarige leeftijd mee op en werd hij vrachtwagenchauffeur.
Wielerploegen van Roland Aper
Andries ·
Aper ·
Binggeli ·
Blockx ·
Bocklant ·
Boonen ·
Boucquet ·
Brands ·
Cooreman ·
Corstjens ·
Couchez ·
De Loof ·
E. Demunster · 
L. Demunster ·
De Neef ·
Deloof ·
Deville ·
Dujardin ·
Eeckhout ·
Esprit ·
Eugen ·
Everaerts ·
Foré ·
Gekière ·
Gevaert ·
Goots ·
Haelterman ·
Haven ·
Heuvelmans ·
Hoevenaars ·
Jongen ·
Lauwers ·
Lenaers ·
Meert ·
Nolmans ·
Ongenae ·
Peelen ·
Planckaert ·
Post ·
Reybrouck ·
Roman ·
Rüegg ·
Samyn ·
Marcel Seynaeve ·
Michel Seynaeve ·
Suárez ·
Thull ·
Vandenberghe ·
Van Der Vloet ·
Van Poucke ·
Van Tongerloo ·
Vanclooster · 
L. Van Damme · 
R. Van Damme ·
Vandecaveye ·
Vanden Berghen ·
Vanhevel ·
Vanneste ·
van de Ven ·
Vannitsen ·
Vrancken · 
Vyncke ·
van der Vleuten ·
Zilverberg